# Franck Maniquant
Franck Maniquant, né en 1962 à Montauban, est un joueur français de Scrabble. Il fait partie des rares joueurs à avoir remporté le championnat de France et le championnat du monde. Il fut jusqu'en 2008 directeur de la Fédération française de Scrabble, mais à la fin de 2008, décida de démissionner pour devenir professeur de Scrabble. Il détient le record du nombre de titres de vice-champion du monde de Scrabble francophone (4 fois).
Il découvre le jeu de Scrabble à l'âge de 15 ans et s'initie au Scrabble duplicate en 1980 à Compiègne, puis au Club de l'Étoile à Paris. Après avoir rejoué des centaines de parties manuscrites, il remporte le championnat de France en 1991. En 2001, il remporte d'abord le championnat de France à Tours, puis le championnat du monde à La Rochelle, alignant à cette occasion 137 « tops » consécutifs, soit six parties et demie, sur les sept que compte le championnat,.  En 2006, il remporte pour la première fois le championnat de France de blitz. En 2008 il se qualifie pour la finale du Championnat de France de Scrabble classique avec 10 victoires sur 12 parties, mais a perdu deux manches à zéro face au champion Aurélien Delaruelle. Il a ensuite remporté le tournoi de Bobigny avec une cote finale de 2760 ce qui lui a permis de passer en tête du classement international de Scrabble classique pour la première fois. En 2009, alors âgé de 46 ans, il remporte le titre aux Championnats du monde de blitz de Scrabble francophone, catégorie dominée en général par les jeunes joueurs. En 2013, puis en 2014 et 2015, il remporte ses 5e, 6e et 7e titres de champion du monde par paires, associé au joueur suisse Benoît Delafontaine.
Il est marié depuis août 2006 à Hannah Maniquant, une joueuse de Scrabble classée dans les 200 premiers en France jusqu'à son retrait de la compétition en 2009.

## Palmarès
- Champion du monde individuel (2001)[5]
- Vice-champion du monde (1993, 1995, 1998, 2004)
- Vainqueur du Défi mondial (2017)
- Champion du monde en blitz (2009)
- Champion du monde par paires :
  - avec Nicolas Grellet (1996, 1998, 1999)
  - avec Christophe Leguay (2003)
  - avec Benoît Delafontaine (2013, 2014, 2015)
- Champion de France duplicate (1991, 2001, 2010, 2011)
- Champion de France classique (1988, 2016)
- Champion de France de blitz (2006)
- Champion de France en Parties Originales (1997)
- Champion de France par paires
  - avec Vincent Derval (1993)
  - avec Nicolas Grellet (2000)
  - avec Gaëtan Jean-François (2015)
- Vainqueur du Festival de Vichy (1999, 2000, 2003)